# Polypodiodes pseudolachnopus
Polypodiodes pseudolachnopus är en stensöteväxtart som beskrevs av S. G. Lu. Polypodiodes pseudolachnopus ingår i släktet Polypodiodes och familjen Polypodiaceae. Inga underarter finns listade.